# Firestarter
Firestarterはオープンソースで開発されているファイアウォール設定ソフト。Linuxに搭載されているパケットフィルタ機能iptablesの設定、ログの管理などをGUIを用いて行うことができる。

## 主な機能
- ユーザフレンドリーなグラフィカルユーザインタフェースの採用。
- 初回に実行されるウィザードによる簡単な設定で使用可能となる。
- デスクトップ、サーバおよびゲートウェイに適したファイアウォールを構築できる。
- リアルタイムに侵入者のイベントを監視する。
- クライアントにDHCPおよびインターネット共有の利用許可をする。
- インバウンドとアウトバウンドの双方向にポリシーを設定できる。
- ポートの開放や隠蔽の設定が、数回のマウスクリックだけでできる。
- ローカルネットワークのポートフォワーディング設定が簡単にできる。
- トラフィックのホワイトリストおよびブラックリストを持つことができる。
- ファイアウォールを介してルーティングされているアクティブな接続の情報が表示ができる。
- フローディング、ブロードキャスティング、スプーフィングからの保護を提供する。
- DoS攻撃の停止およびICMP設定の調整がおこなえる。
- クライアントのために、ToS設定の調整がおこなえる。
- ファイアウォールを有効・無効にする際に、ユーザ・スクリプトをフックできる。